# Salomón Libman
Salomón Libman (Lima, 1984. február 25. –) válogatott perui labdarúgó, kapus.

## Pályafutása

### Klubcsapatban
2003 és 2008 között a Sport Boys, 2008 és 2012 között az Alianza Lima, 2013 és 2016 között a César Vallejo, 2017–18-ban a Sport Rosario, 2018-ban a Melgar, 2019-ben a Sport Huancayo, 2020 és 2022 között az UTC labdarúgója volt. 2023-ban az Unión Comercio csapatában fejezte be az aktív játékot.

### A válogatottban
2010 és 2016 között hat alkalommal szerepelt a perui válogatottban.

## Sikerei, díjai
Peru
- Copa América
  - bronzérmes (2): 2011, 2015